# Arkansaurus
Arkansaurus ("ještěr z Arkansasu") byl ornitomimidní („pštrosí“) dinosaurus, vzdáleně příbuzný geologicky mladším rodům Ornithomimus a Struthiomimus (zejména ale rodu Nedcolbertia). Žil v období rané křídy (věk apt až alb, asi před 125 až 100 miliony let) na území dnešního Arkansasu v USA. Jeho fosilie byly objeveny roku 1972 u města Lockesburg Joem B. Fridayem, od nějž dinosaurus získal své druhové jméno. Rodové je pak poctou domovskému státu dinosaura.

## Historie
Objev dinosaura byl poprvé veřejně oznámen roku 1973. Ještě před vědeckým formálním popisem byl roku 2017 tento rod oficiálně zvolen státním dinosaurem Arkansasu. Vědecký popis pak následoval v březnu roku 2018. Podobná dinosauří fauna však byla objevena i v geologickém souvrství Trinity Group.
V oblasti Appalačie se vyskytovaly také jiné velké až obří formy ornitomimosaurů z období pozdní křídy.

## Popis
Tento všežravý dinosaurus zřejmě velmi rychle běhal po dlouhých a silných zadních končetinách. Přední končetiny měl rovněž relativně dlouhé a tříprsté. Pravděpodobně se živil rozmanitou stravou a lovil menší obratlovce.
Detailní výzkum fosilních kostí arkansaura odhalil, že některé jeví známky zlomenin a dalších patologií, například i stopy dny (pakostnice). Ta byla dříve známá u tyranosaurů, u zástupců ornitomimosaurů je však identifikována poprvé.